# Prodidomus venkateswarai
Espèce
Prodidomus venkateswarai est une espèce d'araignées aranéomorphes de la famille des Prodidomidae.

## Distribution
Cette espèce est endémique d'Andhra Pradesh en Inde,. Elle se rencontre vers Tirupati.

## Description
La femelle holotype mesure 2,5 mm et le mâle paratype 2,55 mm.

## Systématique et taxinomie
Cette espèce a été décrite par Cooke en 1972.

## Étymologie
Cette espèce est nommée en l'honneur de Sri Venkateswara.

## Publication originale
- Cooke, 1972 : « Four new species of Prodidomus (Araneae: Prodidomidae) from south India. » Journal of the New York Entomological Society, vol. 80, p. 129-136.